# Pione (Bardi)
Pione, comune autonomo nel 1927, è una frazione del comune di Bardi, in provincia di Parma.
La località dista 7,94 km dal capoluogo.

## Geografia fisica
Il piccolo borgo appenninico di Pione sorge alla quota di 670 m s.l.m., sulla sponda sinistra del torrente Porcellana, affluente sinistro del Ceno; a poca distanza lungo la val Porcellana si trova la località di Faggio, posta alla quota di 790 m s.l.m. alle pendici del monte Pione.

## Storia
Il borgo di Pione sorse forse in epoca alto-medievale lungo la via dei Monasteri, percorso alternativo alla via di Monte Bardone utilizzato dai pellegrini diretti a Roma dal nord Europa; già allora vi fu probabilmente fondata la primitiva pieve, unitamente a un ospedale per viandanti che sopravvisse fino al XV secolo.
A presidio del territorio fu edificata in epoca imprecisata una fortificazione sul Groppo di Melagrana.
La zona, controllata almeno dall'XI secolo dai Malaspina, fu ceduta al Comune di Piacenza nel XII; acquistata da Ubertino Landi nel 1257, appartenne ai suoi discendenti fino al 1682, quando lo Stato Landi fu acquistato dal duca di Parma Ranuccio II Farnese.
In seguito all'abolizione dei diritti feudali sancita da Napoleone per il ducato di Parma e Piacenza nel 1805, Pione divenne frazione del nuovo comune (o mairie) di Boccolo de' Tassi; tuttavia, il capoluogo sorgeva in posizione molto decentrata rispetto al territorio comunale, perciò nel 1828 Pione fu scelta come sede municipale.
Nel 1923 il comune di Boccolo de' Tassi fu scorporato dalla provincia di Piacenza e assegnato a quella di Parma, mentre il 27 gennaio del 1927 fu sciolto e suddiviso tra i comuni di Farini d'Olmo, Ferriere, Bardi e il neo-costituito Pione; quest'ultimo sopravvisse esattamente per 5 mesi, prima di essere assorbito da quello di Bardi.

## Monumenti e luoghi d'interesse

### Chiesa di Santa Maria Assunta

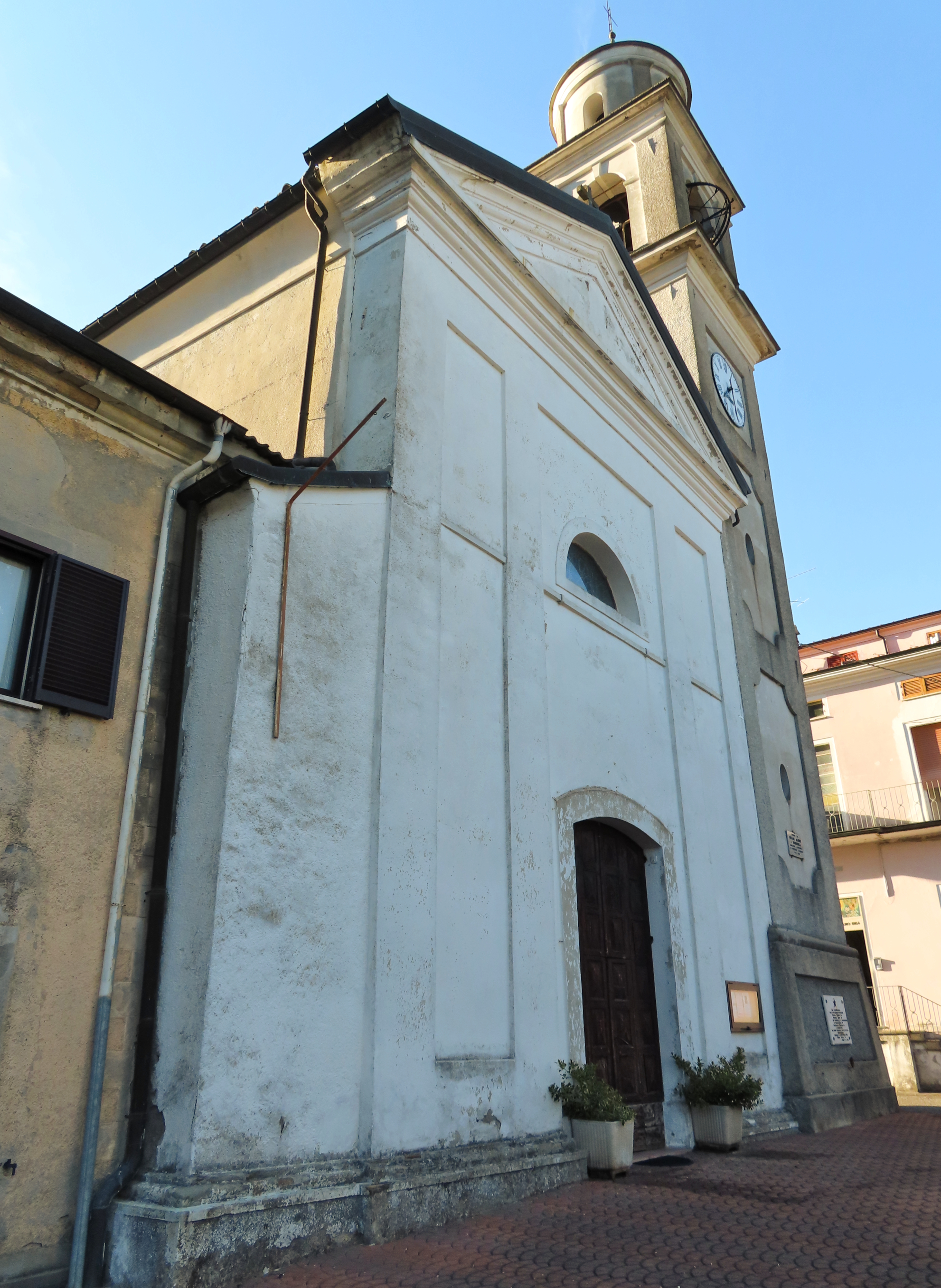
Chiesa di Santa Maria Assunta

Edificata originariamente forse in epoca alto-medievale, la pieve fu demolita agli inizi del XIX secolo e ricostruita tra il 1809 e il 1826 in forme neoclassiche; restaurata nel 1931, fu risistemata tra il 1965 e il 1966. Il luogo di culto, decorato internamente con lesene doriche, stucchi eseguiti da Gian Battista Giani tra il 1811 e il 1813 e affreschi dipinti da Ugo Lagasi nel XX secolo, accoglie un coro ligneo intagliato del XVII secolo e la pala d'altare dell'Addolorata con il Cristo morto, realizzata da Robert De Longe.

### Chiesa di Sant'Ilario
Menzionata per la prima volta nel 1566, la chiesa di Faggio fu quasi completamente ricostruita in epoca imprecisata, secondo alcuni studi verso il 1840 ma forse già nella seconda metà del XVIII secolo; affiancata dal campanile nel 1890, fu consacrata nel 1906 e restaurata nel 1978. Il luogo di culto, caratterizzato dalla facciata barocca, conserva alcuni dipinti di pregio, tra cui un Padre Eterno che appare ai santi Rocco e Ilario risalente alla fine del XVII secolo e altre opere settecentesche.

### Santuario della Beata Vergine di Loreto
Edificato in stile neoclassico nel 1805, il santuario fu ampliato nel 1848 e nel 1886. Il luogo di culto in pietra, preceduto da un grande portico, è internamente decorato con paraste doriche e affreschi sulle volte a crociera.

### Castello
Edificato in epoca imprecisata sul Groppo di Melagrana a monte di Faggio, il castello difensivo fu abitato fino almeno al XIII secolo; successivamente abbandonato, scomparve completamente fino alla riscoperta nel XX secolo dei resti delle mura in pietra e di una cisterna duecentesca.